# Phare d'Hornsund
Le phare d'Hornsund (en polonais : Latarnia Morska Hornsund et en norvégien Hornsund fyr) est un phare situé dans le fjord d'Hornsund sur l'île du Spitzberg (Archipel de Svalbard - Norvège) dans l'Océan Arctique.

## Description
Ce phare récent est installé à la Station Polaire  Polonaise d'Hornsund depuis 2006. Il sert de phare d'atterrissage à la base scientifique polonaise, installée sur la rive gauche du fjord d'Hornsund, au sud-ouest du Spitzberg. En l'honneur de Piotr Głowacki, au pseudonyme d'UWE, ce phare a pris le nom de UWE-1.
En raison des nombreux écueils dans le fjord, le phare dispose aussi d'un feu rouge de secteur. La tourelle métallique est attachée au coin d'une des constructions de la Base arctique polonaise.
Cette lumière n'est pas inscrite comme une aide officielle à la navigation, mais il aide évidemment à guider des navires arrivant à la station.

## Caractéristique dufeu maritime
- Fréquence sur 10 secondes :
  - Lumière : 5 secondes
  - Obscurité : 5 secondes

|                    |
| La base d'Hornsund |

|          |
| Hornsund |